# Ação (programa de televisão)
Ação foi um programa de televisão sobre projetos sociais exibido pela TV Globo entre os anos de 1999 e 2014, apresentado por Mariane Salermo e Julia Bandeira.

## História
Estreou em 11 de dezembro de 1999, como parte do projeto Brasil 500 Anos, promovido pela TV Globo, e teria inicialmente 20 edições, mas tornou-se atração fixa na grade.
Em 13 de dezembro de 2003, num programa especial de aniversário cujas gravações ocorreram no dia 3 de dezembro do mesmo ano, o Ação foi gravado pela primeira vez fora de estúdio. A gravação ocorreu na Fundação Gol de Letra, mantida pelo jogador Raí, em São Paulo.

### Globo Cidadania
Em 3 de setembro de 2011, o Ação passou a se unir com o Globo Ciência, Globo Ecologia, Globo Educação e Globo Universidade e passou a se chamar Globo Cidadania. A nova atração reúne os cinco programas com o objetivo de dar unidade ao tema. Com esse novo formato, pode ser escolhida uma temática comum e cada programa discutir o problema sob seu ponto de vista. Serginho Groisman passou a apresentar o Globo Cidadania, depois de 11 anos no comando do Ação. “Eu não faço mais parte do 'Ação', eu faço a apresentação dos programas.”, comentou ele durante o anúncio da novidade para a imprensa, em 16 de agosto. "As redações e produções continuam diferentes. O que existe agora é uma orientação comum. Existe também um cenário novo, que dá uma cara nova aos programas”, acrescentou Groisman. Os apresentadores dos programas continuam os mesmos, e Serginho Groisman será o responsável por fazer a ligação entre eles.
O Globo Cidadania estreou no dia 3 de setembro de 2011 e terminou no dia 2 de agosto de 2014, sendo substituído pelo Como Será?, que estreou no dia 9 de agosto de 2014.